# خانية شروان
خانات شيروان أو خانية شروان أو خانات شيروان كانت خانية قوقازية تحت السيادة الإيرانية، موقعها في منطقة شروان من عام 1761 إلى عام 1820.

## الخلفية
في عهد السلالة الصفوية في إيران، كانت شيوان رائدة في صناعة الحرير وأصبحت مدينتها الرئيسة، شماخي، مكانًا مهمًا للتجارة. في عام 1724، ضُمَّت معظم شيوان إلى الإمبراطورية العثمانية بموجب معاهدة القسطنطينية. في عام 1734، استعاد القائد العسكري الإيراني نادر شروان ونصَّب محمد مهدي خان (بكلربك) عليها.
وفي العام التالي، قُتل محمد مهدي خان على يد متمردين في المقاطعة. وقد حرَّضهم حاكم دربند، مراد علي سلطان أوستاجلو. نجح محمد قاسم بيك، الذي كان من كبار الشخصيات في شروان ورئيس وزراء نادر، في تقديم التماس إلى نادر للعفو عن شروان. في عام 1735، أعاد نادر توطين سكان شماخي في شماخي الجديدة (أقسو)، الواقعة على بعد 18 ميلاً شمال نهر كور. ثم نصَّب سردار خان قراقل حاكمًا جديدًا لشروان، وسرعان ما عين حيدر خان أفشار حاكمًا لكل من شيروان ودربند. في عام 1743، قاد المتظاهر الصفوي سام ميرزا ثورة محلية، وأطاح بحكم حيدر خان. وفي عام 1761، وافق الحاكم الزندي كريم خان زند (حكم. 1751–1779) على طلب سكان شاماخي القديمة للإطاحة بسردار خان قره قوقو وتنصيب من وصَّوا به، الحاج محمد علي خان، حاكمًا لشروان.

## التاريخ
حكم الحاج محمد علي خان شيروان حتى عام 1763، عندما اكتسب فتح علي خان القوبي [الإنجليزية] من قوبا نفوذًا هناك، وعين حكامه الخاصين، مثل أغاسي بيك [الإنجليزية] وعسكر بيك، وكلاهما من نفس العائلة. عاد عسكر بيك، برفقة أنصاره من قبيلة خانشوبان، إلى شاماخي القديمة، وسرعان ما أصبح قويًّا بما يكفي لفرض سيطرته على شاماخي الجديدة. نجح أغاسي بيك وعضو آخر من العائلة وهو محمد سعيد في الحصول على لقب خان من كريم خان زند. ظلت العائلة تسيطر على شروان حتى عام 1767، عندما استولى جيش مشترك من قوبا وشاكي على شاماخي القديمة. قام فتح علي خان القوبي بسجن محمد سعيد، بينما قام حسين خان الشكي [الإنجليزية] بإصابة أغاسي خان بالعمى. ثم قُسمَت شروان فيما بعد بين قوبا وشكي. ومع ذلك، تمكن أغاسي خان في وقت لاحق من استعادة سيطرته على شيوان، في عام 1774. وخلفه لاحقًا ابنه مصطفى خان الشرواني.
بعد مذبحة غنجة، طلب مصطفى خان المساعدة من الحكومة المركزية في طهران، من أجل منع تقدم تسيتسيانوف. ردت الحكومة بإرسال جيش بقيادة الجنرال بير قولي خان قاجار. ومع ذلك، عندما وصل الجنرال إلى سهل موغان، اكتشف أن مصطفى خان دخل في مفاوضات مع الروس. كان مصطفى خان يأمل أن يعترف الروس بخانية شروان الموسعة إلى حدود خانات شروان شاه في العصور الوسطى. على الرغم من أن مصطفى خان لم يكن مرتاحًا لاقتراح تسيتسيانوف، إلا أن الأخير هدد بأنه إذا لم يوافق على شروطه، فسوف يستبدل مصطفى بشقيقه الأصغر (الذي ورد أنه كان متحمسًا لذلك). رغم هذا غزا الروس الخانات، وفي 6 كانون الثاني 1806، أُجبر مصطفى خان على الاستسلام.
"أنا مصطفى خان شيروان، باسمي وباسم ورثتي، أُعلنُ انفصالي إلى الأبد عن تبعية بلاد فارس (إيران) أو أي دولة أخرى أو شرفها. أُعلن أمام العالم أجمع أنني لا أعترف بأحدٍ تابعًا لي، سوى جلالته الإمبراطورية، إمبراطور كل روسيا، وورثته على العرش. أعد بأن أكون عبدًا وفيًا لذلك العرش. أُقسم بذلك بالقرآن الكريم."

سُمح لمصطفى خان بإدارة الخانات وكان عليه أن يدفع جزية سنوية بالروبلات الذهبية للروس. علاوة على ذلك، كان عليه أن يرسل الرهائن إلى تفليس (تبليسي)، التي ضُمت مؤخرًا وحُولت إلى قاعدة التاج الروسي في القوقاز. وأخيرًا، كان عليه أيضًا توفير الطعام والسكن للحاميات الروسية. بعد مقتل تسيتسيانوف في باكو عام 1806، تبرأ مصطفى خان من ولائه للروس، وأعاد تسليم نفسه للشاه.
تغيرت الأمور عندما تولى أليكسي يرمولوف منصبه قائدًا أعلى للقوات الروسية في القوقاز، في عام 1816. كان يرمولوف إمبرياليًا روسيًا قويًا، ملتزمًا بإخضاع منطقة القوقاز بأكملها للسيطرة الروسية. كان يريد إقامة نهر آراس كحدود بين إيران وروسيا بأي ثمن، ولذلك كان مصممًّا على غزو آخر الخانات المتبقية تحت الحكم الإيراني؛ خانية إيريفان وخانية نخجوان. عندما توفي إسماعيل خان شاكي في عام 1819 دون أن يكون له وريث، ضم يرمولوف الكيان. أدرك مصطفى خان ما سيحدث له، ففر إلى البر الرئيس الإيراني في عام 1820 مع ابنه؛ ولم يهدر يرمولوف أي وقت لضم خانية شيروان.
وبعد عدة سنوات، وفي انتهاك لمعاهدة جولستان (1813)، غزا الروس خانية يريفان في إيران. وقد أشعل هذا فتيل الحرب الأخيرة بين البلدين، وهي الحرب الروسية الإيرانية في الفترة من 1826 إلى 1828 . قاد ولي العهد عباس ميرزا هجومًا واسع النطاق في صيف عام 1826 بهدف استعادة الأراضي الإيرانية التي فقدتها بموجب معاهدة جولستان. بدأت الحرب بشكل جيد بالنسبة للإيرانيين؛ حيث استعادوا بسرعة غنجة وشروان وشاكي وغيرها، ونفذوا هجمات على تبليس. ثم أعادت الحكومة مصطفى إلى شروان. لكن بعد بضعة أشهر فقط، انقلبت الأمور تماما، حيث عانى الجيش الإيراني من هزائم حاسمة أمام الروس المتفوقين عسكريًّا. في أيلول 1826، هُزم عباس ميرزا في معركة غنجة [الإنجليزية] على يد إيفان باسكيفيتش، وبالتالي اضطر الجيش إلى التراجع إلى أراس. فر مصطفى خان مرة أخرى برفقة حاشية صغيرة إلى البر الرئيس الإيراني.

## الإدارة

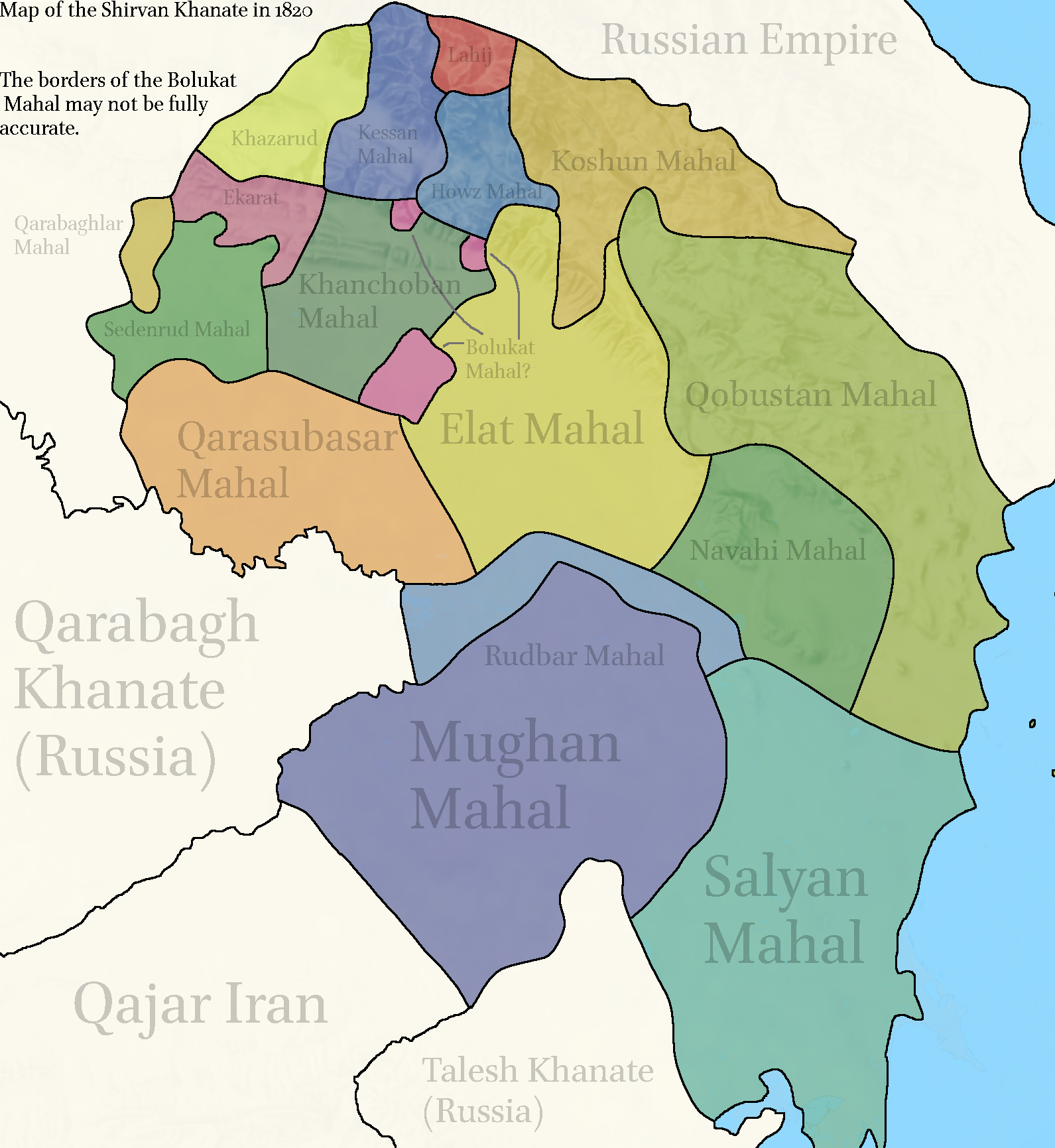
خريطة خانية شروان مع محلاتها وقت ضمها عام 1820

كانت الخانات تتألف من 17 محلة (مقاطعة):
1. ساليان محل
2. هاوز محل
3. محل سيدينرود
4. خانشوبان محل
5. إيلات محل
6. كوشون محل
7. محل كاراسوباسار
8. كيسان محل
9. إيكيرت محل
10. محل قبوستان
11. لحج محل
12. رودبار محل
13. موغان محل
14. نافاهين محل
15. محل كاراباغلر
16. بولوكيت محل
17. خزرود محل

## الخانات
1. الحاج محمد علي خان (1761–1763)
2. أغاسي خان [الإنجليزية] وعسكر بك (1763–1768)
3. أغاسي خان [الإنجليزية] (1774–؟)
4. مصطفى خان الشرواني (؟–1820)